# Le case più verdi del mondo
Le case più verdi del mondo (titolo originale: World's Greenest Homes) è un documentario di origine statunitense prodotto dalla FreemantleMedia tra il 2008 e il 2011.

## Descrizione
In 39 puntate della durata di circa 30 minuti, divise in due stagioni, il programma propone un excursus nel mondo alla ricerca delle case ritenute le più ecologiche del pianeta, che si distinguono per le innovazioni applicate durante la costruzione in termini di sostenibilità ed efficienza nei consumi energetici.
I due conduttori, Emmanuel Belliveau (stagioni 1 e 2) e John Mackenzie Bell (stagione 2), si alternano nel far visita, in ogni puntata, a due case eco-sostenibili, che vengono illustrate dai proprietari.

## Produzione ed emittenti
Il programma è stato prodotto dalla FreemantleMedia e trasmesso, negli Stati Uniti, dall'emittente HGTV.
Per l'edizione italiana, la trasmissione è stata curata dalla pay-tv Sky, con il National Geographic Channel, e dalla Rai, con Rai 5.